# 夸喬克
夸喬克（英語：Kuajok），是南蘇丹共和國的都市，瓦拉卜州的首府，位在南蘇丹西北部。